# Associazione Calcio Savona 1935-1936
Questa pagina raccoglie le informazioni riguardanti l'Associazione Calcio Savona nelle competizioni ufficiali della stagione 1935-1936.

## Rosa
| N. |                   | Ruolo | Calciatore          |
| -- | ----------------- | ----- | ------------------- |
|    | Italia (bandiera) | C     | Armando Argenti     |
|    | Italia (bandiera) | C     | Vessillo Bartoli    |
|    | Italia (bandiera) | A     | Botticelli          |
|    | Italia (bandiera) | C     | Angelo Canepa       |
|    | Italia (bandiera) | D     | Cappone             |
|    | Italia (bandiera) | D     | Eugenio Della Valle |
|    | Italia (bandiera) | P     | Giacomo Durando     |
|    | Italia (bandiera) | A     | Giuseppe Grosso     |
|    | Italia (bandiera) | C     | Pierino Luraghi     |

| N. |                   | Ruolo | Calciatore           |
| -- | ----------------- | ----- | -------------------- |
|    | Italia (bandiera) | D     | David Massazza       |
|    | Italia (bandiera) | A     | Pirami               |
|    | Italia (bandiera) | D     | Arturo Porta         |
|    | Italia (bandiera) | D     | Vittorio Ricchebuono |
|    | Italia (bandiera) | A     | Rosso                |
|    | Italia (bandiera) | P     | Francesco Toscano    |
|    | Italia (bandiera) | C     | Giovanni Vanara      |
|    | Italia (bandiera) | A     | Villarino            |